# Jak Alnwick
Jak Alnwick (Hexham, Inglaterra, 17 de junio de 1993) es un futbolista británico que juega en la posición de guardameta y su equipo es el Cardiff City F. C. de Gales.

## Trayectoria
Su debut en Premier League tuvo lugar el 6 de diciembre de 2014 con el Newcastle United F. C. frente al Chelsea F. C., en sustitución del portero Rob Elliot al minuto 45, dicho encuentro terminó con victoria 2-1 por parte del Newcastle.

## Clubes
| Club                             | País       | Año       |
| -------------------------------- | ---------- | --------- |
| Newcastle United F. C.           | Inglaterra | 2011-2015 |
| Gateshead F. C. (cedido)         | Inglaterra | 2011-2012 |
| Bradford City F. C. (cedido)     | Inglaterra | 2015      |
| Port Vale F. C.                  | Inglaterra | 2015-2017 |
| Rangers F. C.                    | Escocia    | 2017-2020 |
| Scunthorpe United F. C. (cedido) | Inglaterra | 2018-2019 |
| Blackpool F. C. (cedido)         | Inglaterra | 2019-2020 |
| Saint Mirren F. C.               | Escocia    | 2020-2022 |
| Cardiff City F. C.               | Gales      | 2022-     |